# Pedreiras (Porto de Mós)
Pedreiras is een plaats (freguesia) in de Portugese gemeente Porto de Mós en telt 2655 inwoners (2001).